# Slaw Blatton
Slaw Blatton (wł. Stanisław Sławomir Blatton) (ur. 1943 w Limanowej) – brytyjski malarz pochodzenia polskiego.

## Życiorys
Urodził się w Limanowej, gdzie jego rodzice ukrywali się podczas II wojny światowej. Po jej zakończeniu przez krótki czas mieszkał w Krakowie, a następnie w Warszawie. W latach 1963–1969 studiował na Wydziale Malarstwa i Grafiki Akademii Sztuk Pięknych w Warszawie, był członkiem Grupy AUT, uczestniczył w wielu wystawach indywidualnych i zbiorowych m.in. Festiwal Polskiej Sztuki i Wystawa Młodego Współczesnego Malarstwa. W 1970 otrzymał stypendium Ministra Kultury i Sztuki i wyjechał do Londynu, gdzie pozostał na stałe. W latach 1975–2004 uczył akwaforty w Working Men's College for Men and Women w centralnym Londynie. W 1980 został zaproszony przez Grupę Kontynentalną do uczestnictwa w wystawach w Warszawie i Królewcu, w Warszawie jego prace wystawiono w Galerii Prezydenta Warszawy. Przez 20 lat był konserwatorem malarstwa w British National Gallery, wykłada na wydziale grafiki w londyńskiej Akademii Sztuki. Jest członkiem APA – Stowarzyszenia Polskich Artystów w Wielkiej Brytanii, UKIC – Zjednoczony Instytut Królestwa dla Konserwacji i Stowarzyszenia Polskich Wizualnych Artystów. Odznaczony medalem Duke of York w uznaniu edukacji dorosłych.
Slaw Blatton wystawiał swoje prace na wystawach indywidualnych i zbiorowych w londyńskich Międzynarodowym Centrum Sztuki, galerii Dowling Graeme, Bloomsbury Theatre. Wielokrotnie wystawiał w galeriach na terenie Wielkiej Brytanii i w Polsce, ale również w Norwegii i Niemczech.